# Edmond Michiels
Edmond Michiels (12 oktober 1913 - 23 mei 1991) was een Belgisch waterpolospeler.
Edmond Michiels nam als waterpoloër eenmaal deel aan de Olympische Spelen, in 1936. In 1936 speelde hij in twee van de zeven wedstrijden en wist hij een bronzen medaille te winnen voor België.
Gérard Blitz · 
Albert Castelyns · 
Pierre Coppieters · 
Joseph De Combe · 
Henri De Pauw · 
Henri Disy · 
Fernand Isselé · 
Edmond Michiels · 
Henri Stoelen